# 下金大桥
下金大桥，位于中华人民共和国浙江省衢州市衢江区峡川镇，是浙江省省级文物保护单位之一。桥横架于芝溪之上，原是通往建德、龙游的必经古道。据民国《衢县志》　载：“下金大桥建于嘉庆十九年（1814）。”建筑占地面积384.6平方米，六墩五孔石拱桥，花岗岩石制作，桥长（含碑亭）79.3米，宽4.85米，高6.75米，呈西南向东北走向。桥洞为拱券式，拱券采用纵联分节并列法砌置。桥面用花岗岩石长条石板错缝平砌，桥面两边设有仰天石的地袱，有望柱和栏板。现东北面碑亭已毁，西南面碑亭保存较好。该桥保存完整，布局规整、规模宏大，做工考究，是研究浙西地区古桥的实物例证。
2017年1月19日，下金大桥被列入第七批浙江省文物保护单位，该文物保护单位是一座古建筑。